# Stary Wielisław
Stary Wielisław (deutsch Altwilmsdorf, tschechisch Stará Jesenice) ist ein Dorf im Powiat Kłodzki in der Woiwodschaft Niederschlesien in Polen. Es liegt acht Kilometer westlich von Kłodzko (Glatz), zu dessen eigenständiger Landgemeinde es gehört.

## Geographie
Stary Wielisław liegt an der historischen Straßenverbindung von Prag über Königgrätz, Náchod und Glatz nach Breslau. Nachbarorte sind Szalejów Górny (Oberschwedeldorf) und Szalejów Dolny (Niederschwedeldorf) im Norden, Stary Wielisław Dolny (Niederaltwilmsdorf) im Osten, Starków (Alt Batzdorf) und Starkówek (Neu Batzdorf) im Süden, Nowy Wielisław (Neu Wilmsdorf) im Westen und Wolany (Wallisfurth) im Nordwesten. Südlich erhebt sich der 400 m hohe Plattenhübel (polnisch Polana).

## Geschichte

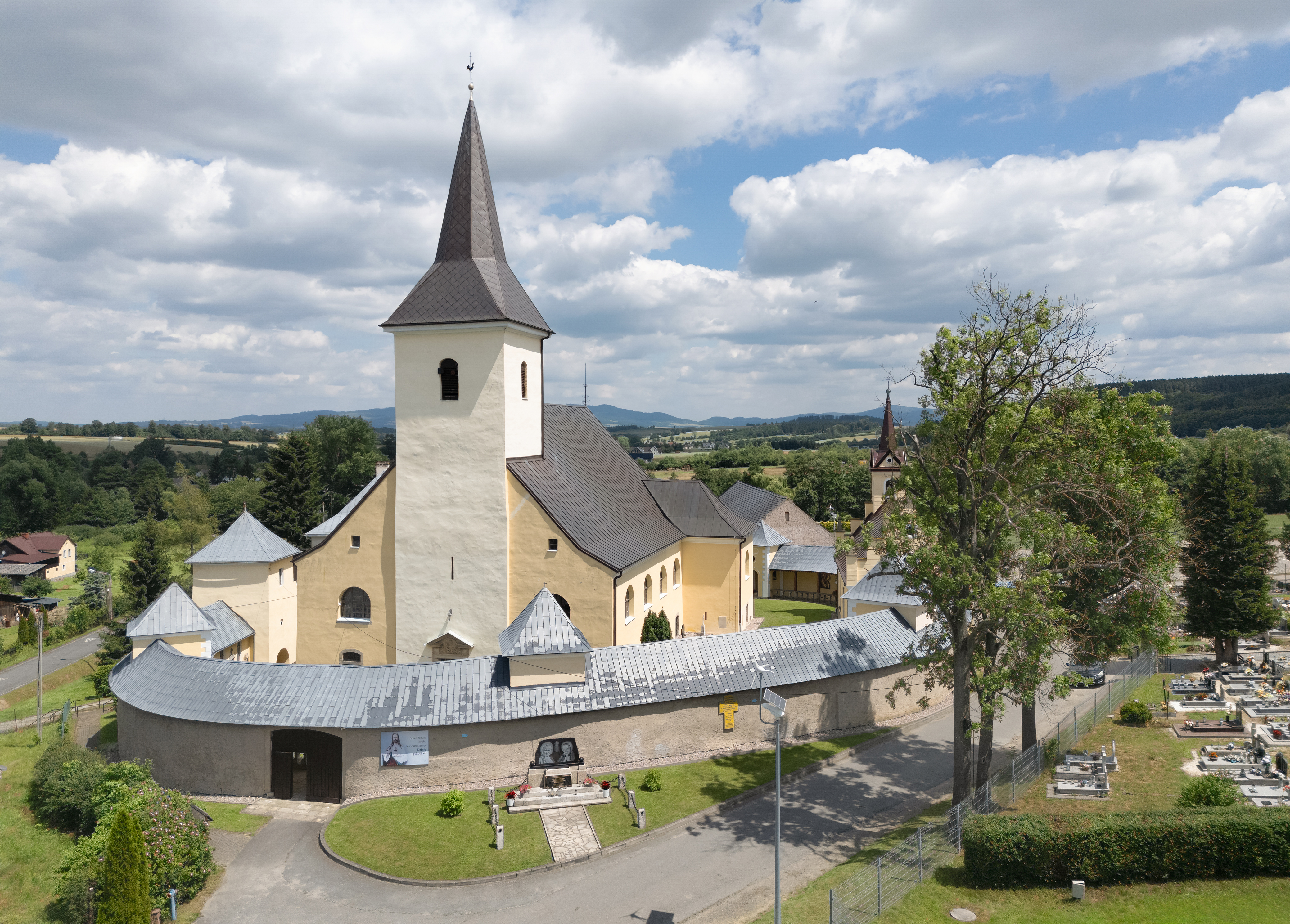
Wallfahrtskirche St. Katharina (2024)

Altwilmsdorf wurde als ein Reihendorf angelegt und war schon im 13. Jahrhundert ein Pfarrort mit einer Pfarrkirche. Erstmals urkundlich erwähnt wurde es als „Villehelmstorf“ in einer Ablassurkunde aus dem Jahre 1300. Weitere Schreibweisen waren „Willehelmsdorf“ (1330) und 1340 „Wilhemsdorf“. Es gehörte zum böhmischen Glatzer Land, mit dem es die Geschichte seiner politischen und kirchlichen Zugehörigkeit von Anfang an teilte. In die Geschichte eingegangen ist das Dorf vor allem durch die Schlacht bei Altwilmsdorf, die am 27. Dezember 1428 am nahen Roten Berge zwischen den Hussiten einerseits und Glatzer sowie schlesischen Heeren andererseits ausgetragen wurde. Bei der Schlacht wurde der Münsterberger Herzog Johann sowie rund 400 seiner Mitkämpfer getötet.
Nach der Gründung der benachbarten Kolonie Neuwilmsdorf im Jahre 1564 wurde das bisherige Wilhelmsdorf als Altwilmsdorf bezeichnet. Am 15. März 1575 tauschte Kaiser Maximilian II. in seiner Eigenschaft als König von Böhmen Altwilmsdorf, das bis dahin böhmisches Kammergut war, mit dem Gut Kostomlath, das seit 1352 dem Augustiner-Chorherrenstift Glatz gehört hatte. Wegen der religiösen Wirren während der Reformation verzichtete Propst Christoph Kirmeser 1597 auf das Augustinerstift, das nun an das Glatzer Jesuitenkolleg übergeben wurde. Die Jesuiten erwarben 1613 von Seifried von Falkenhain den Altwilmsdorfer Oberhof hinzu, der bis dahin zur Herrschaft Koritau gehörte. Zu Beginn des Dreißigjährigen Krieges wurden die Jesuiten vertrieben; 1624 erhielten sie ihre Besitzungen zurück.
Von 1604 bis 1622 war Dechant Hieronymus Keck Pfarrer von Altwilmsdorf, das während seiner Amtszeit von 1618 bis 1622 die einzige katholisch gebliebene Pfarrei in der Grafschaft Glatz war. Der Altwilmsdorfer Pfarrhof wurde Zufluchtsort für viele Glaubensverfolgte. Keck selbst wurde im Januar 1620 gefangen genommen und – wegen seiner Treue gegenüber dem Kaiser Ferdinand II. – als Landesverräter in das Glatzer Gefängnis gebracht. Erst als die Kaiserlichen Glatz zurückerobert hatten, kam Keck am 28. Oktober 1622 frei. In der Folgezeit erwarb er sich große Verdienste um die Rekatholisierung des Glatzer Landes. Zum Altwilmsdorfer Kirchspiel gehörten die Ortschaften Neuwilmsdorf, Falkenhain, Neufalkenhain, Nesselgrund sowie Alt- und Neubatzdorf.
Nach dem Ersten Schlesischen Krieg 1742 und endgültig mit dem Hubertusburger Frieden 1763 fiel Altwilmsdorf zusammen mit der Grafschaft Glatz an Preußen. Der Jesuitenorden behielt zunächst alle Rechte, auch nach Aufhebung des Jesuitenordens 1773 durch den Papst. 1787 übernahm der preußische Staat jedoch mit dem gesamten jesuitischen Grundbesitz auch das Altwilmsdorfer Stiftsgut und verkaufte es 1788 an den preußischen Staatsminister Friedrich Wilhelm Graf von Reden.
Nach der Neugliederung Preußens gehörte Altwilmsdorf ab 1815 zur Provinz Schlesien und wurde 1816 dem Landkreis Glatz eingegliedert, mit dem es bis 1945 verbunden blieb. 1874 wurde der Amtsbezirk Altwilmsdorf gebildet, zu dem neben Altwilmsdorf auch die Landgemeinden Altbatzdorf und Soritsch sowie die Gutsbezirke Altbatzdorf, Niederaltwilmsdorf und Oberaltwilmsdorf gehörten. 1939 wurden 1361 Einwohner gezählt.
Als Folge des Zweiten Weltkriegs fiel Altwilmsdorf 1945 wie fast ganz Schlesien an Polen und wurde in Stary Wielisław umbenannt. Die deutsche Bevölkerung wurde 1946 vertrieben. Die neu angesiedelten Bewohner waren zum Teil Heimatvertriebene aus Ostpolen, das an die Sowjetunion gefallen war. 1975–1998 gehörte Stary Wielisław zur Woiwodschaft Wałbrzych (Waldenburg).

## Wallfahrtsort Altwilmsdorf
Schon Anfang des 15. Jahrhunderts soll Altwilmsdorf ein bekannter Wallfahrtsort gewesen sein. Die Marienverehrung geht auf die Wundertätigkeit einer gotischen Madonnenstatue zurück, die als Muttergottes der Schmerzen verehrt wird und ebenfalls aus dem 15. Jahrhundert stammt. Die Legende erzählt, dass dem von Unglück verfolgten Wilmsdorfer Bauern Schneider im Traum bedeutet wurde, für den Altar der Kirche eine Statue der „Schmerzhaften Muttergottes“ anfertigen zu lassen. Er folgte dieser Eingebung, worauf sich sein Schicksal zum Guten gewendet haben soll. Obwohl die Hussiten 1428 auch die Kirche niederbrannten, blieb das Gnadenbild auf wunderbare Weise erhalten, wodurch die Verehrung der „Wilmsdorfer Muttergottes“ zunahm.
1725 verfasste der Altwilmdsdorfer Pfarrer David Joseph Siesmann ein Mirakelbuch unter dem Titel „Marianischer Ehrenschall“.
Für die geistige Begleitung der Wallfahrer und Gläubigen erschien im Glatzer Arnestus-Verlag ein Andachtsbüchlein mit dem Titel „Betrachtung der Sieben Schmerzen der heiligen Gottesmutter Maria für die Schmerzens-Andachten der Pfarrkirche zu Altwilmsdorf an den sieben Sonntagen nach dem Feste Mariä Heimsuchung“, das auch viele Marienlieder enthielt.
Altwilmsdorf erreichte allerdings nicht das Ansehen der großen Grafschafter Wallfahrtsorte Albendorf und Wartha. Als auch die 1782 erbaute Wallfahrtskirche Maria Schnee steigende Beliebtheit gewann, kamen nur noch wenige geschlossene Prozessionen nach Altwilmsdorf.
2001 verlieh Papst Johannes Paul II. der Altwilmsdorfer Kirche den Titel „Internationales Heiligtum der Gottesmutter der Schmerzen“.

## Sehenswürdigkeiten

### Pfarr- und Wallfahrtskirche

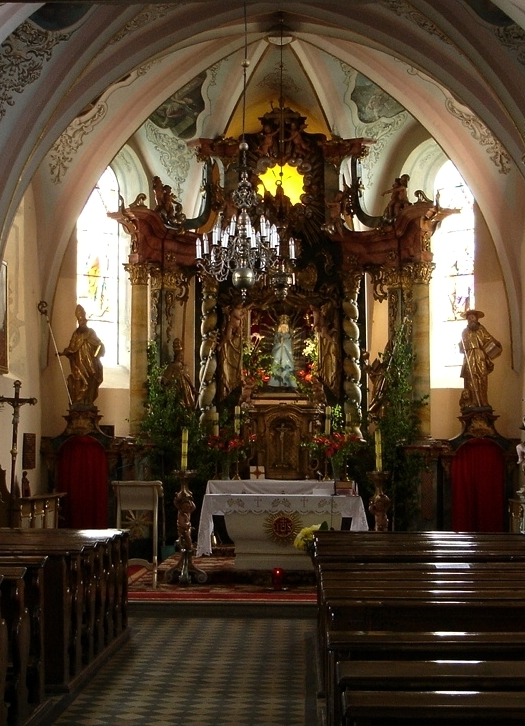
Hauptaltar der Wallfahrtskirche

Die Pfarr- und Wallfahrtskirche St. Katharina (Kościół Św. Katarzyny) wurde, nachdem sie 1428 von den Hussiten niedergebrannt worden war, einige Jahre später neu errichtet und im 16. Jahrhundert durch den Anbau der Seitenschiffe erweitert. Im Dreißigjährigen Krieg wurde sie erneut zerstört und danach wieder aufgebaut. Im 18. Jahrhundert erfolgten eine Erweiterung und ein Umbau im Barockstil. Aus dieser Zeit stammen:
- Das Hauptportal mit dem Flachrelief der hl. Katharina
- Der Hochaltar mit der Figur der hl. Katharina in der Aureole der Bekrönung
- Die Figuren der hll. Gregor und Augustinus im Retabel
- Die Figuren der hll. Ambrosius und Hieronymus über den Pforten
- Die Figuren der hll. Johannes Nepomuk und Franz Xaver vor der Kirche

Das Gnadenbild der „Schmerzhaften Muttergottes“ aus dem 15. Jahrhundert befindet sich ebenfalls im Retabel. Das geschmiedete Renaissance-Gitter stammt aus dem Jahre 1600.
Die ovale Mauerumfriedung mit dem zweigeschossigen Tor von 1569 gibt der Kirche ein mittelalterliches, wehrhaftes Aussehen. Die drei Kapellen und der nach innen offene überdachte Umgang wurden im 17./18. Jahrhundert erbaut.
Zwischen Mauerumfriedung und Kirche befindet sich der Friedhof. Die Friedhofskapelle ist barock ausgestattet und stammt aus dem 18. Jahrhundert. Sie wurde im Jahre 2005 umfassend renoviert.

### Hussitenkapelle

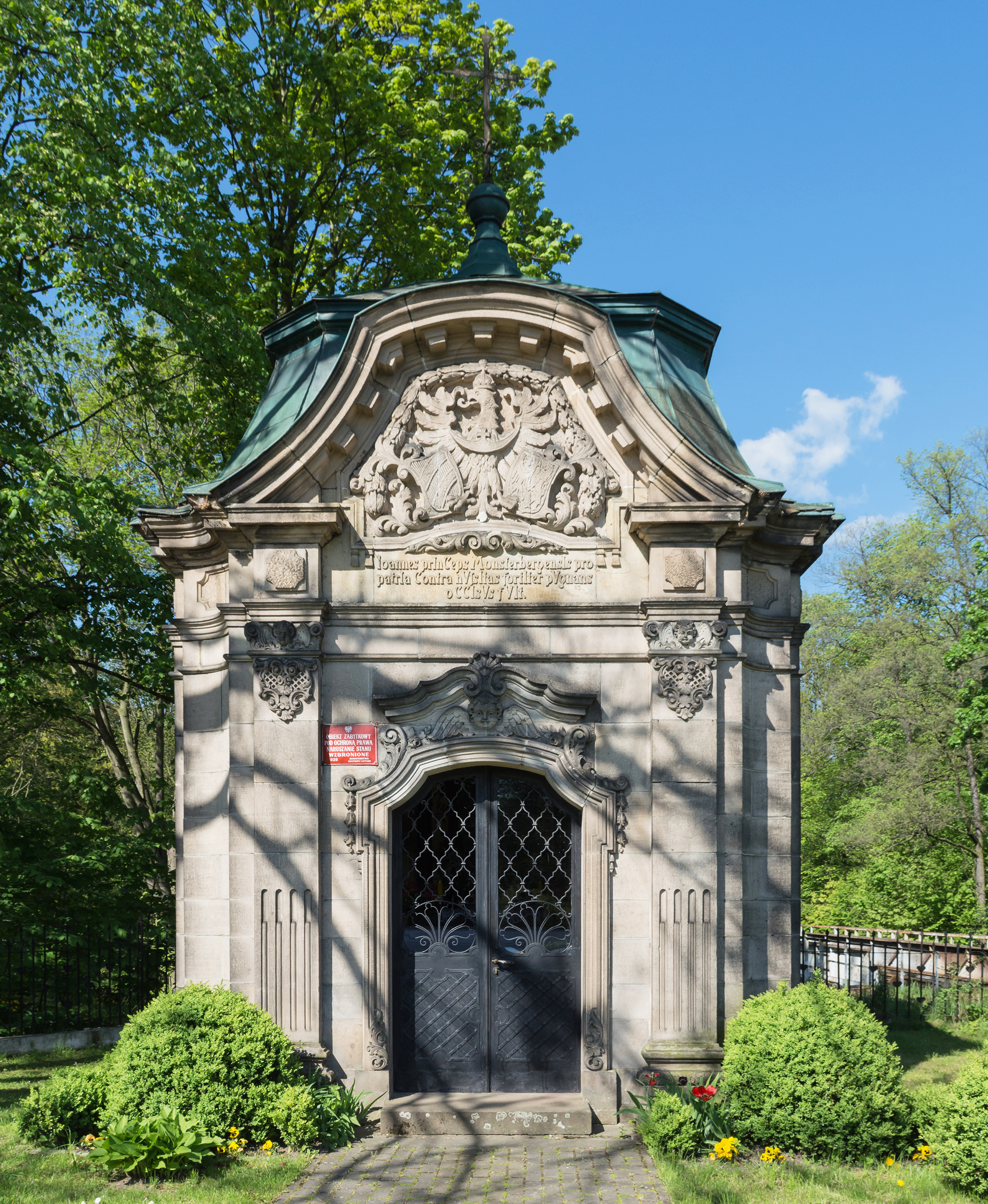
Gedenkkapelle für Herzog Johann von Münsterberg

Die seit Jahrhunderten am östlichen Dorfrand stehende Kapelle wurde zum Gedenken an den während der Hussitenschlacht getöteten Herzog Johann von Münsterberg errichtet. Um 1800 wurde sie vom damaligen Grundstückseigentümer neu erbaut und vergrößert, musste jedoch beim Bau der Eisenbahnverbindung von Glatz nach Rückers niedergerissen werden. In den Jahren 1904–1905 wurde sie vom Rittergutsbesitzer Carl Müller unmittelbar neben den Bahngleisen im Stil des Neobarock nach Plänen des Architekten Ludwig Schneider neu errichtet. Das Deckenfresko der Kapelle stammt vom Historienmaler Wilhelm von Wörndle; es stellt den Tod des Herzogs dar.

### Sonstige
- Westlich von der Kirche steht eine Dreifaltigkeitssäule aus dem Jahre 1682.
- Die Pestsäule in der 1564 errichteten Bauernkolonie Neuwilmsdorf wurde 1705 errichtet. Sie geht auf ein Gelöbnis von 1680 zurück.

## Söhne und Töchter des Ortes
- Hieronymus Richter (1837–1899), Historienmaler